# Antoine Sfeir
Antoine Sfeir (født 25. november 1948 i Beirut Libanon, død 1. oktober 2018) var en fransk-libanesisk, islam-kritiker, journalist og professor

## Ekstern henvisning og kilde
- Biografi på fransk Arkiveret 19. januar 2009 hos  Wayback Machine